# おれたちともだち
『おれたちともだち』は内田麟太郎原作、降矢なな作画の絵本シリーズ。出版元は偕成社。2020年3月時点でシリーズ累計発行部数は216万部を記録している。

## 内容
シリーズは以下の7つの物語で構成されている。ストーリーは寂しがりやのキツネがオオカミと仲良くなったり衝突したりしながら、友達のありかたとは何かを教えてくれる作品。
ともだちや
キツネが始めた1時間百円のともだちや。オオカミはお金はくれなかったが代わりに素晴らしいことを教えてくれた。
ともだちくるかな
誕生日なのに友達は来てくれなかった。オオカミは悲しみのあまり心を投げ捨ててしまう。
あしたもともだち
急によそよそしくなったオオカミのことが心配でたまらないキツネ。友達にも色々事情があるのです。
ごめんねともだち
ゲームに勝っただけなのにインチキなんて許せない。キツネはオオカミと絶交してしまう。
ともだちひきとりや
威張りんぼのイノシシが、気に入らない友達を売ってしまった。誰とも遊べないイノシシは自分が嫌いになりました。
ありがとうともだち
オオカミの自慢話はウソだった。恥ずかしさのあまりキツネのバケツに当り散らすオオカミを見て、キツネから意外な言葉がでます。
あいつもともだち
ヘビとなんとなく友達になれなかったキツネ。お別れの挨拶もできなかったことが気になって仕方ありませんでした。

## アニメーション
NHKの『てれび絵本』でも放送された他、『ともだちや』、『ともだちくるかな』、『あしたともだち』、『ごめんねともだち』がDVDで販売されている。
- 原作：作・内田麟太郎　絵・降矢なな（偕成社刊）
- 監督：土田勇
- 音楽：神尾憲一
- アニメーション制作：グループ・タック
- 製作：東映／東映ビデオ
- キャスト：横手久美子／藤原堅一